# F-RevoCRM
F-RevoCRM（エフレボシーアールエム）は、シンキングリード株式会社によって開発されているオープンソースの顧客関係管理（こきゃくかんけいかんり、CRM：Customer Relationship Management）システム。
インド企業vtigerが開発を主導するコミュニティ駆動型のオープンソースCRMソフトウェアvtiger CRMをベースに、日本の企業文化に合わせ独自にカスタマイズを行っている。

## オープンソースライセンス
F-RevoCRMはMozilla Public License Version 1.1をベースとしたvtiger Public License Version 1.1のライセンスで提供されている。

## 各機能

### プロジェクト管理
プロジェクト毎にタスクとマイルストーンを設定でき、チャートが自動生成される。タスク毎に進捗率を入力すると、チャートに反映され一目で進捗の把握が可能。課題管理や開発管理、商品やサービスの導入管理に利用される。

### コメント機能
SNS/Chatterに似たコミュニケーションツールで、顧客企業・案件・顧客担当者・見込み客・プロジェクトの詳細画面に、ニュースや質問を書き込める。
コメント機能の一覧画面を見ると最新の状況を把握できるので、コミュニケーションツールとして活用できる。

### 資産管理
シリアル番号・販売日・サービス開始日などを入力して、固定資産の管理が可能。固定資産毎にステータス管理や製品情報と関連付けができる。

### ホーム画面
ホーム画面では自分に関連する各種指標や、情報を集約して表示する事が可能。これにより、今の状況を俯瞰し仕事の抜け漏れを防ぐ事が可能になる。表示する情報やレイアウトは自由にレイアウトする事が可能。

### スケジュール管理・活動報告
日々の顧客・案件に関連する活動や社内作業の予定を登録したり、活動後の報告を簡単に行う事が可能。カレンダー画面は、Googleカレンダーの画面レイアウトや操作に似ている。登録した予定を複数の人にメールで通知するお知らせ機能もある。

### マーケティング
条件を絞り込んでのメールの一括配信や、セミナーや展示会の来場者管理が可能。セミナーや展示会の来場者毎にステータス管理ができ、フォロー洩れを防げる。

### 見込み客管理
マーケティング活動などによって得た見込み客(リード)に対してのフォロー活動などを管理できる。これにより効率的な顧客の取込が可能。
また、一定条件に達した見込み客は顧客として取り込む事が可能。

### Web to リード機能
Webで作成されたフォームと自動で連携する事が可能。 この機能を活用してHP上のお問い合わせ画面からの情報を自動で見込み客情報に取り込んだり、 簡易の活動報告フォームを作成して活動情報として取り込み履歴を蓄積できる。

### 顧客管理
顧客の法人情報、担当者情報を管理できる。また、企業・担当者に紐付く営業活動やサポートの履歴を管理・閲覧する事が可能。これらの情報を集約する事で最適な顧客施策を実現できる。

### 案件管理
営業案件の進捗管理、活動管理が行える。 案件毎に顧客担当者、自社担当者を紐付けて管理できるので、効率的な営業活動を支援する事が可能。 また、パイプライン分析などのレポートにより営業状況を俯瞰する事ができる。

### 見積り、サービス契約、受注、請求、購買発注管理
見積書の作成・管理が可能。見積りのステータス管理が行えるのと同時に、履歴が顧客企業・担当者に紐付いて管理される。 これにより過去の見積書との整合性を取ったり、現状の見積金額の累計などを把握する事も可能。 サービス契約・受注・請求・購買発注の処理も可能なため、一連の業務をF-RevoCRMで完結できる。

### 日報
その日行った作業や訪問などの営業活動、サポート対応などを簡単な操作で上司に提出する事ができる。 日報に関連したやり取りをチャット形式で入力する事もでき、設定された上司以外とのやり取りも可能となっている。

### お問い合わせ・クレーム対応管理
顧客からのお問い合わせやクレーム対応などをチケットとして管理できる。 対応のエスカレーションや進捗管理が行え、それらの情報は顧客企業や担当者に紐付いて管理ができる(PBXと連動する事も可能)。

### 分析・レポート
業務指標機能では、案件のパイプラインや見込み客・見積などのステータス管理の情報をグラフ形式で表示できる。 グラフの一部をクリックすると、さらに詳細な情報を確認できる。
レポート機能では、画面の操作に従うだけで簡単にオリジナルの帳票が作成できる。 グラフ表示されたり画面上に表示された帳票をエクセルやPDFに出力できる。 また、毎日・毎週など指定した周期で指定したユーザに作成した帳票を自動で送付することも可能。

### 顧客ポータル機能
顧客向けのポータルサイトを自動作成できる。 顧客ポータルではお客様と共有したい情報を選択して表示する事ができる。 顧客からの問い合わせや依頼等の進捗状況を表示させたり、ポータルサイト上で直接やり取りをする事も可能。

### Google カレンダー連携
F-RevoCRMの予定表からGoogleカレンダーへ予定を反映させる事ができる。